# カンヌール海戦
カンヌール海戦は、1506年にインドのカンヌール港の沖で起きた海戦。カリカットのザモリンが送り込んだインド艦隊と、ロウレンソ・デ・アルメイダが率いるポルトガル艦隊が戦った。
インド側は、2人のミラノ公国出身者の助けを得て大砲を製造していた。インド艦隊はこの砲を搭載した約200隻の船で構成されていた。乗組員はインド、アラブ、トルコなどの出身だった。
この戦いはポルトガルの勝利で終わった。その後、1507年のカンヌール攻囲戦でもポルトガルは再度勝利したが、1508年のチャウル海戦ではポルトガルは敗北し、ロウレンソも戦死した。 
ロウレンソの死は彼の父親であるポルトガル領インド副王アルメイダによる復讐戦を引き起こすことになる。